# Csíkszentkirály borvízforrásai
Alcsík borvízforrásokban leggazdagabb települése Csíkszentkirály. Számos bővizű forrás táplálja a Borsáros lápját, a gyógyhatásukról is híres ásványvizekre két fürdő épült az évszázadok folyamán.

## Története
Csíkszentkirály ásványos forrásait már a régi korok emberei is ismerhették. A feltárt régészeti leletek azt mutatják, hogy forgalmas csomópont volt a település, ahol szívesen éltek és telepedtek meg emberek a régmúltban.
Az itt feltörő kiváló gyógyhatású borvízforrásokra két fürdő is épült, a Borsárosfürdő és a Cigányok feredője. A Borsárosfürdőt a 2010-es évek elején újították fel, a Cigányok feredeje ma már nem létezik. Ismertebb források még a Bors-Anti-, Fessőréti-, Kányai- vagy Vasútmelléki-, András Pista-, Bors András- borvize. 2011-ben felújították, tetőszerkezettel látták el a település két legforgalmasabb, a téglagyár melletti- és az András Pista borvízkútját. A településen „tömegesen feltörő ásványvizek hozták létre a Borsáros forráslápot...” (Kristó András), amely ma természetvédelmi terület, ritka jégkorszakbeli maradványok élőhelye.

## Felhasználása
Csíkszentkirályon a múlt század közepén kezdődött el az ásványvíz ipari hasznosítása. A borvizekben gazdag Borsáros lápon több hidrogeológiai fúrást végeztek az 1900-as évek közepétől. A Tiva-falurészen található téglagyár udvarán a téglagyártáshoz szükséges vízmennyiség növelése érdekében lemélyített fúrás következtében nagy nyomással tört fel az ásványvíz. A vizet vegyelemeztette a helyi születésű dr. Nagy András. Megszületett egy helyi palackozó üzemeltetésének a gondolata, melynek létrehozásához az illetékesek kikérték Bányai János székelyföldi borvíz kutató, geológus véleményét is. A palackozót 1953-ban üzemelték be, a kezdetben kézzel töltött borvizet Hargita néven forgalmazták. Ebben az időben a kút napi hozama 44 000 liter volt. Az 1990-ig több tulajdonosa volt a vállalkozásnak, akik először félautomata, majd automata gépsorokkal szerelték fel a palackozót, folyamatosan modernizálták, bővítették, növelve ezáltal a napi termelést. A rendszerváltás után Kraiten in Hargita néven forgalmazták az ásványvizet. Ebben az időben külföldre, köztük az Amerikai Egyesült Államokba is szállították a palackozott ásványvizet. 2008-ban tulajdonosváltás következtében megváltozott a vállalkozás neve is, ezúttal az itt kitermelt ásványvíz Tiva Hargita néven került forgalomba.
1974-ben újabb töltőállomás épült a csíkszentkirályi vasútállomás közelében. A kezdetben a Borszékhez tartozó Hargita Gyöngye nevű vállalkozás 1990-ben önállósodott, 1995-ben privatizálták. A tulajdonos új, modern gépsorral szerelte fel a palackozót, a szénsavas és szénsavmentes ásványvíz mellett szénsavas üdítőket is forgalmaz a cég, többféle ízesítésben. 2008-2009 között a Hargita Gyöngye többségi tulajdonosa vásárolta fel a korábbi Hargita, illetve Kraiten in Hargita palackozót, mára a két vállalkozásnak egy tulajdonosa van.
Jelenleg a Hargita Gyöngyét az ország nagy ásványvíz forgalmazói között tartják számon, a cég termékeit az egész országban és külföldön, többek között Magyarországon, Spanyolországban, Moldvai Köztársaságban, Kanadában és az Amerikai Egyesült Államokban is forgalmazzák.

## Jellegzetessége
A csíkszenkirályi borvizek enyhén termális jellegűek, többnyire a kalcium-magnézium-nátrium-hidrogénkarbonátos típusú ásványvizek csoportjába tartoznak.

## Gyógyhatása
A csíkszentkirályi borvizeket asztali vízként fogyasztják, ivókúrában emésztési zavarokban, vérnyomásos és vérszegénységben szenvedők használják. A fürdő vizét főleg mozgásszervi, reumatikus panaszok kezelésére alkalmazzák.